# Distrikt Tantara
Der Distrikt Tantara liegt in der Provinz Castrovirreyna in der Region Huancavelica im Südwesten von Zentral-Peru. Der Distrikt wurde am 12. Januar 1921 gegründet. Er besitzt eine Fläche von 111 km². Beim Zensus 2017 wurden 684 Einwohner gezählt. Im Jahr 1993 lag die Einwohnerzahl bei 866, im Jahr 2007 bei 780. Sitz der Distriktverwaltung ist die 2882 m hoch gelegene Ortschaft Tantara mit 360 Einwohnern. Tantara liegt knapp 42 km nordwestlich der Provinzhauptstadt Castrovirreyna.

## Geographische Lage
Der Distrikt Tantara liegt in der peruanischen Westkordillere im Westen der Provinz Castrovirreyna. Der Distrikt liegt am Ostufer des nach Süden strömenden Río San Juan (im Oberlauf auch Río Tantara).
Der Distrikt Tantara grenzt im Südwesten an den Distrikt San Juan, im Westen an den Distrikt Huamatambo, im Nordwesten an den Distrikt San Pedro de Huacarpana (Provinz Chincha), im äußersten Nordosten an die Distrikte Chupamarca und Aurahuá sowie im Osten an den Distrikt Arma.